# Tórsvøllur Stadion
A Tórsvøllur Stadion Feröer második legnagyobb befogadóképességű labdarúgó-pályája, amely a fővárosban, Tórshavnban található. A Gundadalur nevű sportkomplexum része, ahol a Gundadalur Stadion is helyet kapott. 7000 férőhelye közül valamennyi ülőhely. A stadion pénzügyi okok miatt valójában sohasem készült el teljesen.
Itt játssza hazai mérkőzéseinek egy részét a feröeri labdarúgó-válogatott (a többit a toftiri Svangaskarð Stadionban). Ezen a két pályán játsszák az összes hivatalos nemzetközi mérkőzést a klubcsapatok is. Az első nemzetközi tétmérkőzést 2001-ben játszották a stadionban.

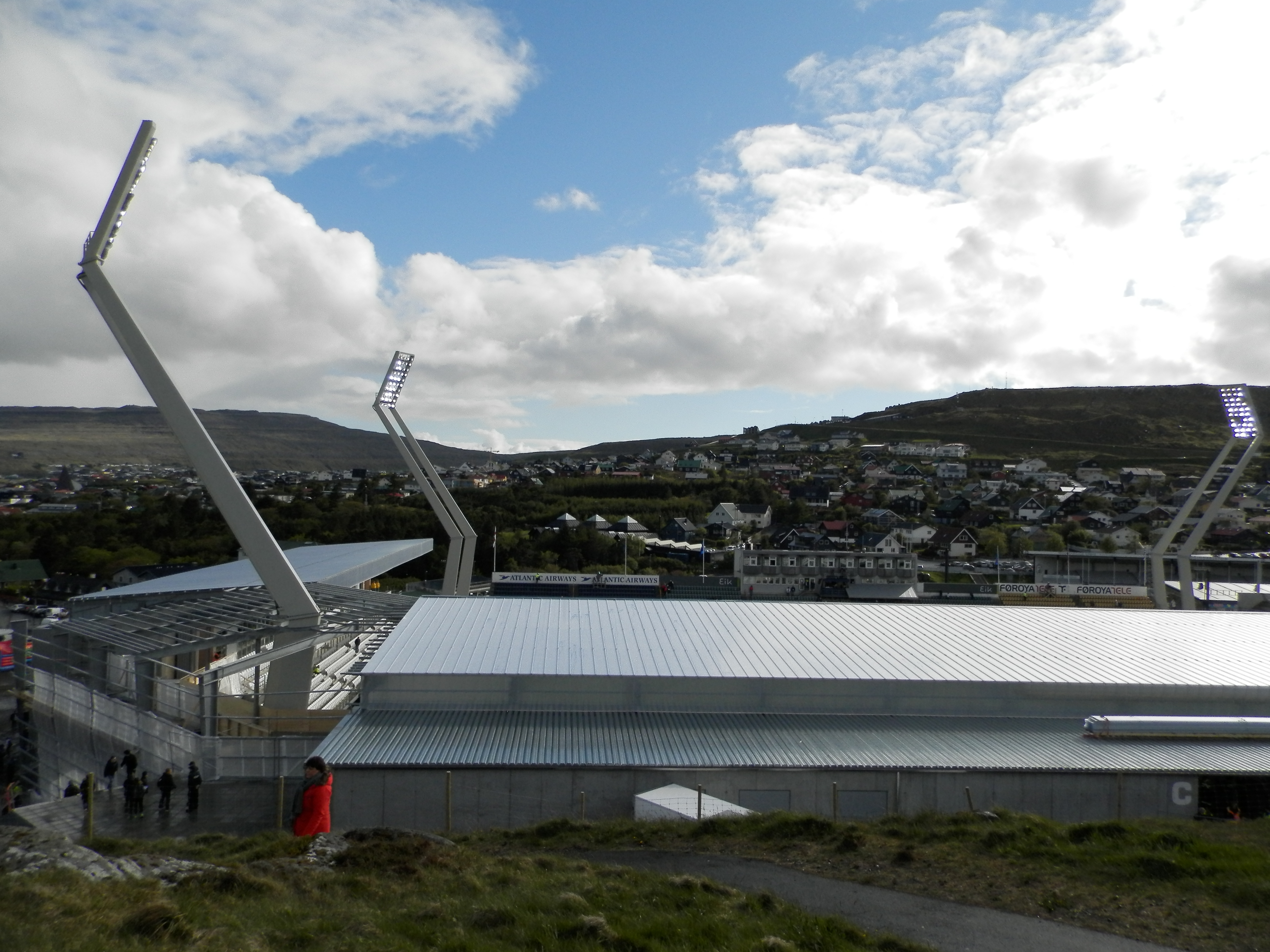
Tórsvøllur 2015
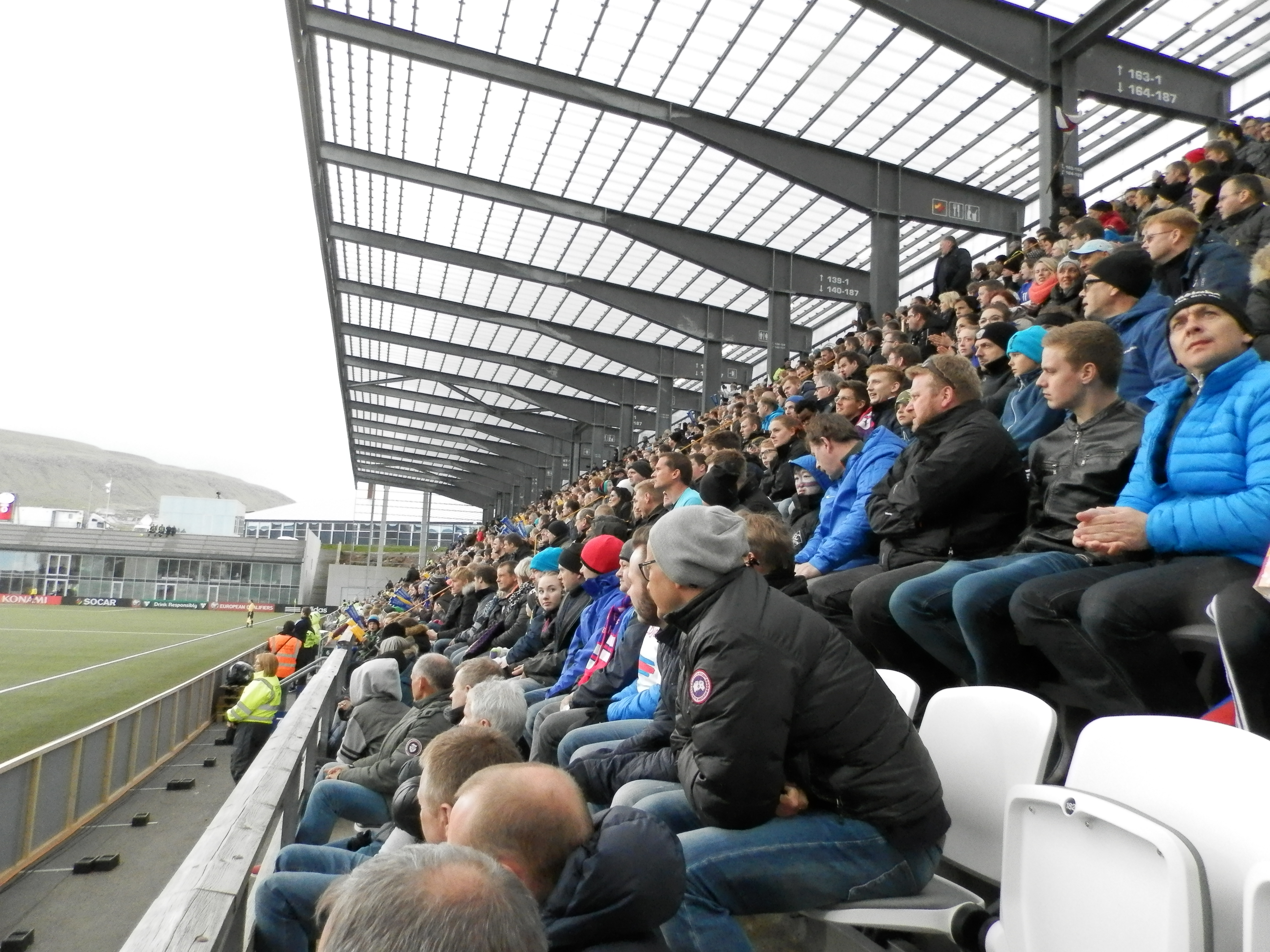
Tórsvøllur 2015
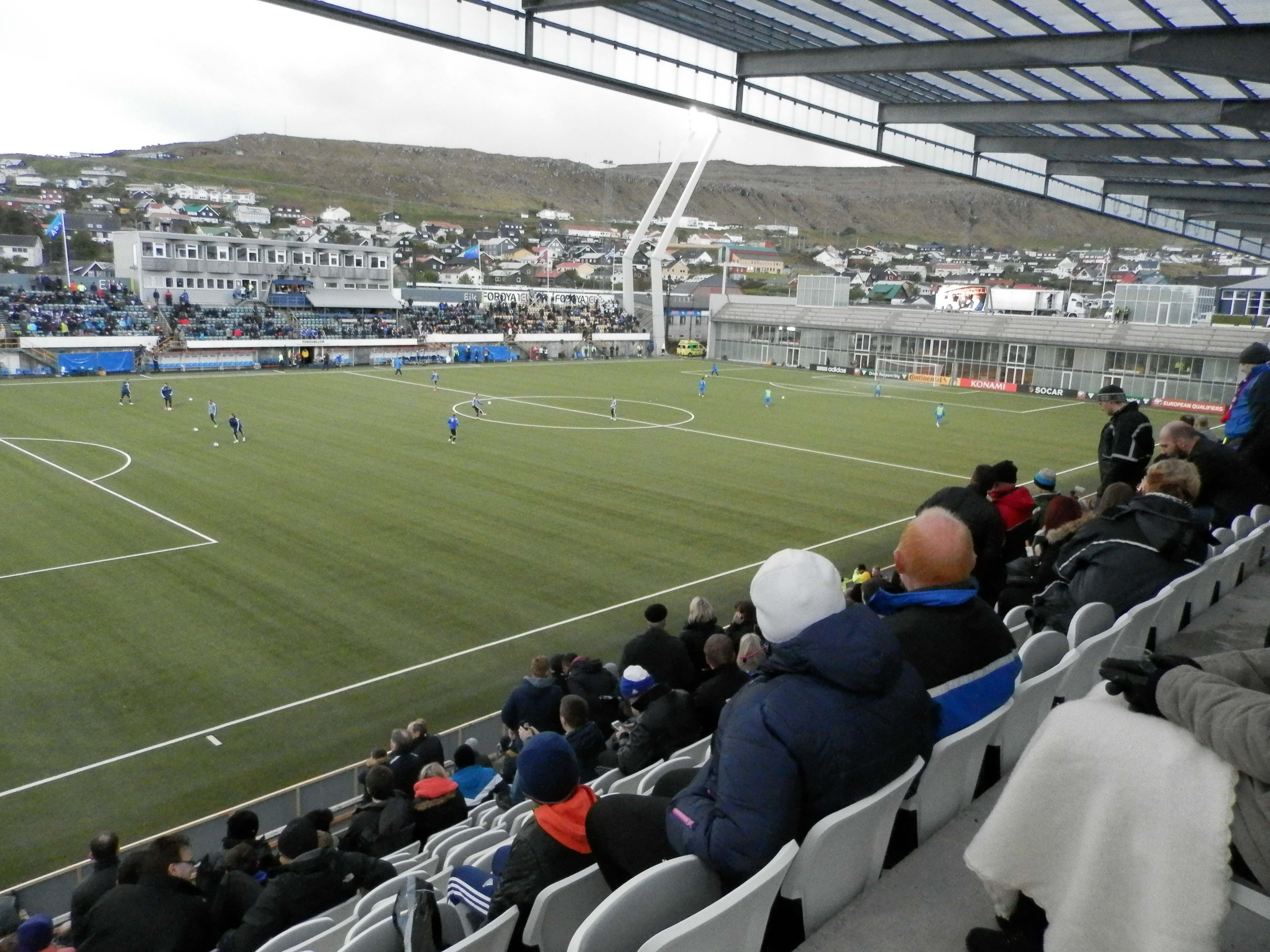
Tórsvøllur 2015
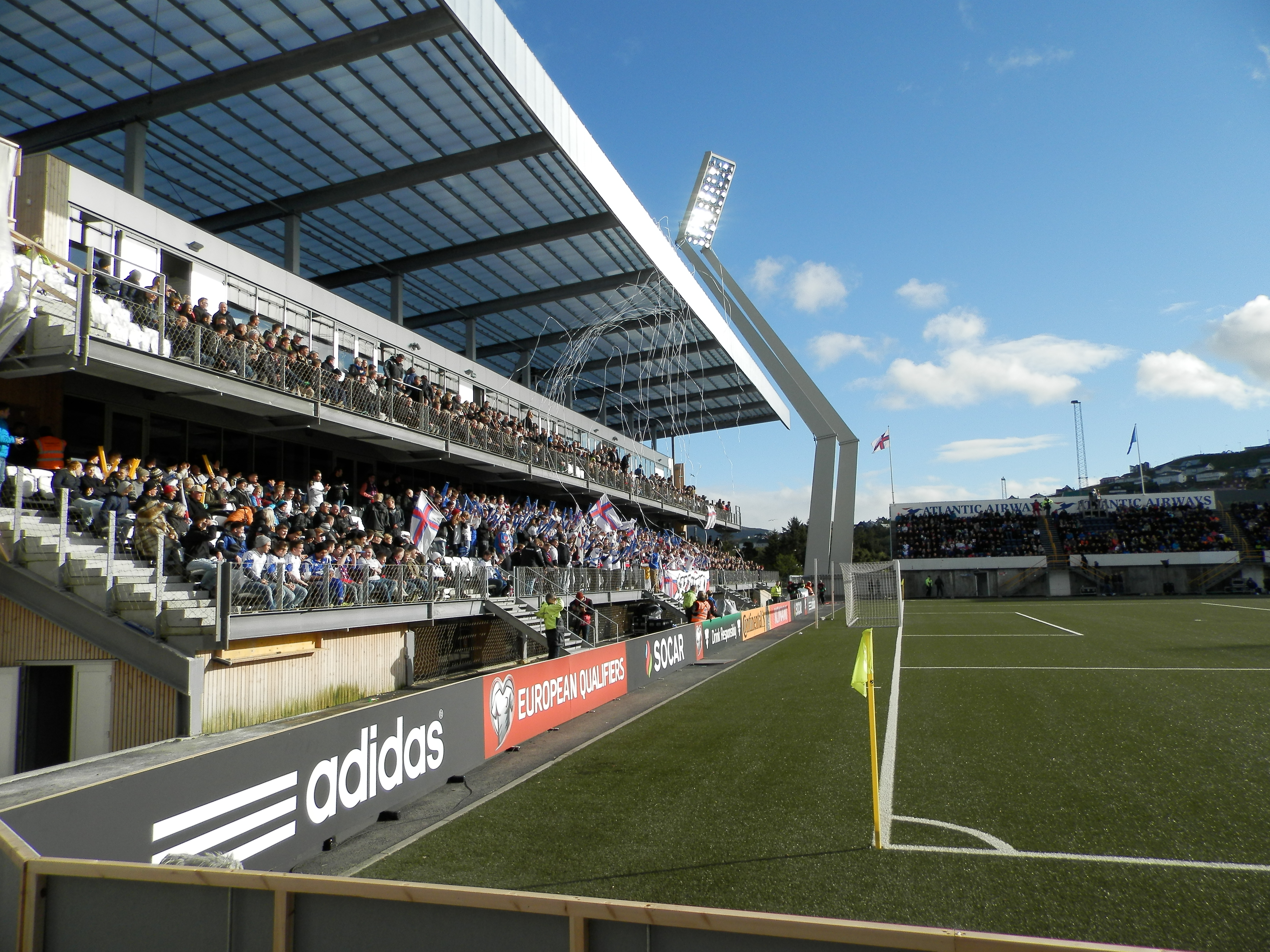
Tórsvøllur 2015